# 菊池昇
菊池 昇 (きくち のぼる、1951年 - ) は、日本出身の工学者。ミシガン大学Roger L. McCarthy機械工学名誉教授、全米技術アカデミー外国人会員、トヨタコンポン研究所代表取締役所長、分子科学研究所運営顧問。トヨタ自動車技監、豊田中央研究所代表取締役所長を務めた。
専門は機械工学、航空工学、デジタルエンジニアリング。

## 経歴・人物
秋田県仙北郡神岡町（のちの大仙市）生まれ。1969年秋田県立秋田高等学校卒業。1974年東京工業大学（のちの東京科学大学）工学部土木工学科卒業。1977年テキサス大学オースティン校工学部航空工学科博士課程修了、Ph.D.。
1979年テキサス大学工学部航空工学科助教授。1980年ミシガン大学工学部機械工学科助教授。1985年ミシガン大学工学部機械工学科教授。2004年ミシガン大学工学部機械工学科Roger L. McCarthy教授。2015年ミシガン大学工学部機械工学科Roger L. McCarthy名誉教授。
1999年豊田中央研究所客員研究員。2001年豊田中央研究所シニアフェロー、非線形CAE協会理事長。2003年豊田中央研究所取締役兼トヨタ北米先端研究所所長。2009年豊田中央研究所取締役副所長。2014年豊田中央研究所代表取締役所長。2016年トヨタ自動車技監、TOYOTA Research Institute Inc. Director。
2011年、Computational Structural Mechanics Award受賞。2017年工学者の最高栄誉とされる全米技術アカデミー外国人会員に選出された。
2020年、トヨタ自動車アドバイザー。
2021年、豊田中央研究所代表取締役所長を退任し、コンポン研究所代表取締役所長、豊田理化学研究所常務理事（業務執行理事）に就任。
自然科学研究機構分子科学研究所運営顧問、学校法人トヨタ学園評議員、光産業創成大学院大学理事、文部科学省科学技術・学術審議会総合政策特別委員会委員、日本工学アカデミー中部支部運営委員等も務めた。